# Edmond Albius

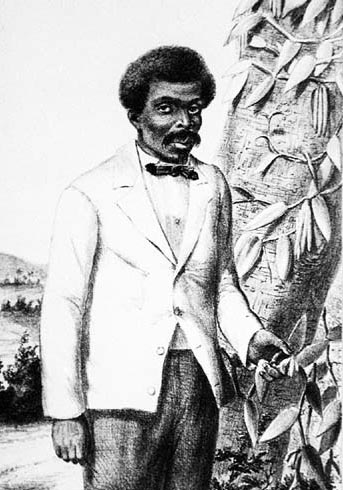
Retrato de Edmond Albius, circa 1863

Edmond Albius (1829 – 9 de agosto de 1880) fue un horticultor de Reunión. Nacido en la esclavitud, Albius se convirtió en una figura importante en el cultivo de vainilla. A la edad de 12 años, inventó una técnica para polinizar orquídeas de vainilla de manera rápida y eficazmente. Esta técnica revolucionó el cultivo de vainilla e hizo posible el cultivo de Vanilla planifolia fuera de su hábitat nativo (de México a Brasil).

## Primeros años
Albius Nació en St. Suzanne, Reunión. Su madre, una esclava, murió durante su nacimiento. El colonizador que mantuvo a  Edmond en la esclavitud era Féréol Bellier Beaumont.

## Polinización de la vainilla
Colonizadores franceses llevaron vainas de vainilla  a las islas de Reunión y Mauricio  en torno a la década de 1820 con la esperanza de empezar la producción allí. Aun así, las vainas eran estériles porque ningún insecto las polinizaba. En 1830, Charles Morren, un profesor de botánica en la Universidad de Liège en Bélgica, desarrolló un método manual de polinización, pero su técnica era lenta y requería demasiado esfuerzo para hacer el cultivo de  vainilla rentable económicamente.
En 1841, Albius descubrió cómo polinizar rápidamente la orquídea de vainilla con un palo delgado u hoja de hierba y un gesto de pulgar sencillo. Con el palo u hoja de hierba levantar  el rostelo, la solapa que separa la antera macho del estigma hembra, y entonces, con los pulgares hacer frotar el polen pegajoso de la antera sobre el estigma.
El método de polinización manual todavía es utilizado hoy, debido a que  casi toda vainilla es polinizada a mano. Después del invento de  Albius, la isla de Reunión fue durante  un tiempo el proveedor más grande del mundo de vainilla. Los colonizadores franceses utilizaron la técnica de Albius en Madagascar para cultivar vainilla, pasando a ser Madagascar el mayor  productor de vainilla  del mundo.

## Últimos años
En 1848, Francia abolió la  esclavitud en sus colonias, y Albius dejó la plantación emigrando a St. Denis, donde trabajó como criado de cocina. Fue condenado por robar joyas y sentenciado a diez años en prisión, pero la pena fue conmutada transcurridos cinco años, cuando el gobernador le concedió clemencia debido a su contribución  a la producción de vainilla en Reunión.
Albius murió en la pobreza en St. Suzanne en 1880.